# 어도비 플래시
어도비 플래시(영어: Adobe Flash)는 어도비 시스템즈사의 구식의 상호 작용적인 벡터 기반의 웹사이트를 제작할 수 있는 웹 제작 도구이자 소프트웨어 플랫폼이다.
대한민국에서는 마시마로, 졸라맨 같은 플래시 애니메이션의 대중화를 이끌었으며, 액션 스크립트의 진화 (1.0 > 2.0 > 3.0)와 더불어 RIA (플래시 애니메이션 기술과 서버 응용 기술의 통합을 통한 사용자 중심의 웹페이지 제작), AIR (RIA의 데스크톱 확장) 등의 다양한 응용 프로그램과의 상호 연동을 통하여 그 사용 범위가 확장되었다.
플래시가 과거에 온라인 멀티미디어 콘텐츠의 지배적인 플랫폼이었으나 어도비가 HTML5로의 변화를 선호하면서 천천히 버려지고 있다. 플래시 플레이어는 구식 처리되어 2020년에 공식적으로 수명을 다하게 된다. 그러나 어도비는 독립적인 애플리케이션들과 게임들을 빌드하기 위한 관련 기술인 어도비 AIR의 개발은 계속할 예정인 것으로 알려져 있다.
현재는 2021년 1월 1일 이후로 지원이 종료되었고, 같은 해 1월 12일에 사용이 완전히 중단되었다.

## 버전

#### 제작 도구
- 1995년 퓨처 스플래시 애니메이터
- 1996년 매크로미디어 플래시 1
- 1997년 매크로미디어 플래시 2
- 1998년 매크로미디어 플래시 3
- 1999년 매크로미디어 플래시 4
- 2000년 매크로미디어 플래시 5
- 2002년 매크로미디어 플래시 MX
- 2003년 매크로미디어 플래시 MX2004
- 2003년 매크로미디어 플래시 MX 프로페셔널 2004
- 2005년 매크로미디어 플래시 베이직 8
- 2005년 매크로미디어 플래시 프로페셔널 8
- 2007년 어도비 플래시 CS3 프로페셔널
- 2008년 어도비 플래시 CS4
- 2010년 어도비 플래시 CS5
- 2012년 어도비 플래시 CS6
- 2013년 어도비 플래시 CC

## 지원 플랫폼
어도비 플래시 플레이어는 인터넷 익스플로러 5 이상, 파이어폭스 등 ActiveX나 플러그인을 지원하는 브라우저에서 제공된다. 운영 체제는 윈도우 98 이상에서 작동한다. 또한 리눅스, 맥OS와 솔라리스 운영 체제에서도 작동한다.

## 관련 파일 형식과 확장자
| 확장자 | 풀이 |
| ------ | --- |
| .swf   | .swf 파일은 완전하게 컴파일된, 인터넷 등에 공개된 파일이며 어도비 플래시로 편집할 수 없다. 다만 많은 '.swf 디컴파일러'가 존재하기는 한다. 이러한 프로그램들로 .swf 파일들을 불러오면 모든 항목까지는 아니지만 .swf의 일부 항목을 가져올 수 있다. |
| .fla   | .fla 파일은 플래시 응용 프로그램을 위한 소스 자료를 포함하고 있다. 플래시 저작 소프트웨어는 FLA 파일을 편집하고 .swf 파일들로 컴파일할 수 있게 도와 준다. |
| .as    | .as 파일은 단순한 소스 파일들에 있는 액션 스크립트 소스 코드를 포함한다. FLA 파일들은 또한 액션스크립트 코드를 직접 포함하기도 하지만 각 외부 .as 파일들은 자주 구조적인 이유로 또는 코드를 버전화(versioning) 응용 프로그램에 노출시키기 위해 병합한다. 이들은 .actionscript 확장자를 사용하기도 한다. |
| .swd   | .swd 파일은 플래시 개발 도중에 쓰이는 임시 오류 수정 파일이다. 플래시 프로젝트가 개발이 일단 끝나면 이러한 파일들은 필요 없으므로 지워도 된다. |
| .asc   | .asc 파일은 서버사이드 액션스크립트를 포함하며, 효과적이고 유동적인 클라이언트 서버 매크로미디어 플래시 커뮤니케이션 서버 MX 응용 프로그램들을 개발하는 데에 쓰인다. |
| .flv   | .flv 파일은 어도비 플래시, ffmpeg, 소렌슨 스퀴즈, 리얼 플레이어나 On Flix로 만든 플래시 영상 파일이다. |
| .swc   | .swc 파일은 구성 요소들을 배포하는 데 쓰인다. 이 파일은 컴파일된 클립, 구성 요소의 액션 스크립트 클래스 파일, 그리고 구성 요소에 대한 설명이 들어있는 다른 파일들을 가지고 있다. |
| .jsfl  | .jsfl 파일은 플래시 저작 환경에서 기능을 추가하는 데 쓰인다. 이 파일은 자바스크립트 코드를 포함하며 플래시 자바스크립트 API에 접근할 수 있다. |
| .swt   | .swt 파일은 .swf 파일의 템플릿 형식이며 매크로미디어 제네레이터에서 쓰인다. |
| .flp   | .flp 파일은 플래시 프로젝트 안에 포함된 모든 문서 파일들을 참조하는 데 쓰이는 XML 파일이다. 플래시 프로젝트는 사용자가 여러 개의 관련된 파일들을 한데 묶을 수 있게 해 주며, 이로써 플래시 프로젝트를 조직하고 컴파일하고 만드는 데 도움을 준다. |
| .spl   | .spl 파일은 퓨처스플래시 문서이다. |
| .aso   | .aso 파일은 플래시 개발 도중에 쓰이는 캐시 파일이며, 컴파일된 액션스크립트 바이트 코드를 포함한다. ASO 파일은 이와 일치하는 클래스 파일들의 내용이 바뀌었음을 확인할 때 다시 만들어진다. 가끔 플래시 IDE는 다시 컴파일이 필요하다는 것을 인지하지 못하기 때문에 이러한 캐시 파일들은 사용자가 하나씩 지워 주어야 한다. Win32 / 플래시8에서는 %USERPROFILE%\Local Settings\Application Data\Macromedia\Flash8\en\Configuration\Classes\aso 에 위치해 있다. |
| .lmv   | .lmv 파일은 .fla 파일에 같다. 이 파일은 또한 .swf 파일로도 컴파일할 수 있는 오픈 소스 프로그램 Liveswif를 위한 소스 자료이다. |

## 플래시의 미래
Adobe는 기존의 플래시를 대체하는 새로운 웹 표준의 개발을 위해 노력할 것으로 여겨지며  여기에는 HTML5 표준에 지속적으로 기여하고 WebAssembly 커뮤니티 그룹에 참여하는 것이 포함된다고 공식 블로그를 통해 밝힌 바 있다. 한편 어도비는 HTML5 콘텐츠 개발을 위한 웹 애니메이션 도구인 Animate CC 및 Premiere Pro CC와 같은 애니메이션 및 비디오 도구의 대체 가능성도  언급했다.
어도비의 이러한 언급에 대해서 지난 수년간 HTML5등으로 성숙된 표준 웹기술을 통해 기존 플래시의 기능을 재현 및 대체 가능하다는 의미로 볼 수도 있다. 현재 구글 웹 디자이너 등의 프로그램 및 canvas, SVG, WebGL그리고 CSS3 애니메이션 등의 기술도 주요한 역할을 하고있다.

## 같이 보기
- 액션스크립트
- 어도비 애니메이트